# Исчезнувшие населённые пункты Ненецкого автономного округа
Исчезнувшие населённые пункты Ненецкого автономного округа — перечень селений, существовавших в разное время на территории нынешнего Ненецкого автономного округа.
В силу разных причин они были покинуты жителями, или включены в состав других населённых пунктов.

## Исчезнувший город
- Пустозерск[2] — исчезнувший город в нижнем течении Печоры, в Заполярном районе Ненецкого автономного округа.

## Исчезнувшие сельские населённые пункты
1. Архипово — выселок. Возник во 2-й половине 19 века на месте старообрядческого поселения. В 50-х годах 20 века жители переехали в деревню Вижас[3].
2. Афониха — деревня, на реке Печера.
3. Бедо́вое — деревня. Возникла на рубеже 15—16 веков как промысловая жира. В 60-х годах 20 века отнесена к «неперспективным»[3].
4. Вангурей — посёлок.
5. Варандей — вахтовый посёлок. закрыт в 2000 году.
6. Вашуткино
7. Великая
8. Вельть — урочище в Заполярном районе Ненецкого автономного округа — бывший выселок Тиманского сельсовета.
9. Восточная Камбальница — рыбацкий участок. Расположен на восточном побережье полуострова Канин Нос[4].
10. Голубковка — деревня. Возникла в начале 16 века как промысловая жира. В 60-х 20 века отнесена к «неперспективным», жители переехали в с. Оксино и др. деревни[3].
11. Губа Долгая[5]
12. Дресвянка
13. Егорово
14. Зелёное
15. Канин Нос
16. Кареговка — деревня. Возникла во 2-й половине 19 века на месте промыслового рыболовецкого участка. В 1956 жители переселились в п. Красное[3].
17. Конушин Нос
18. Костяной Нос
19. Коржи — выселок Приморско-Куйского сельсовета на левом берегу Куйского шара[3].
20. Красная Печора
21. Кузнецкая Губа
22. Кутня
23. Курбас (Курабас, Курабожский, Верхняя Каменка) — выселок. Строительство начато в 1926 году на месте промежуточных стоянок стад. Заброшено в 1957 году[3].
24. Нарыга
25. Ледково
26. Лудоватое
27. Малая Нарыга — деревня в 4 км восточнее Большой Нарыги. Основана в 1833 жителем Большой Нарыги С. И. Никоновым[3].
28. Марьина Гора
29. Микулкин Нос
30. Месино — посёлок.
31. Мархида (Морхидо) — выселок. Возник в начале 20 века. Первопоселенцы — крестьяне Усть-Цилемской волости[3].
32. Никитцы — деревня. Упоминается в духовных росписях Архангельской духовной консистории 18—20 веков[3].
33. Нижний Шар
34. Нижняя База
35. Носовая
36. Пойлово — деревня. В 60-х годах 20 века жители покинули Пойлово[3].
37. Поповка — Индига-Поповы выселок Тиманского сельсовета, на правом берегу р. Индиги, в 60 км от устья[3].
38. Прищетинница
39. Просундуй — выселок.
40. Савино — выселок. Возник во 2-й половине 19 века. В 60-х годах 20 века отнесён к «неперспективным», жители переехали в с. Ома[3].
41. Сахарово — выселок. Возник во 2-й половине 19 века. В 60-х годах 20 века отнесён к «неперспективным», жители переехали в с. Ома. Сахаровский выселок Омского сельсовета на правом берегу р. Омы[3].
42. Смекаловка — деревня Пустозерского сельсовета, на берегу Старой Печоры, южнее с. Оксино на 12 км. Основана в 1919 году. В 1960 прекратила существование[3].
43. Сенгейский
44. Сопка — деревня. Основана в середине 19 века. Другое название — Сопочная, Большая Сопка, находится насклоне сопки, в месте разделения Печоры на Малую и Большую, в 25 км северо-западнее села Тельвиска[3].
45. Старый Варанлей — посёлок на берегу Паханческой губы. Возник в 1-й половине 30-х годов 20 века после образования Варандейского кочевого тундрового Совета[3].
46. Синькин
47. Сула — деревня. Возникла в начале 19 века. С начала 1960-х заброшена. Деревня Великовисочного сельсовета, на реки Сула, в 20 км ниже села Коткино[3].
48. Суханиха — выселок.
49. Сявма
50. Тарасово — выселок. Возник в начале 20 века. В 1950-х жители переселились в Ому[3].
51. Таратинская — деревня. Возникла в начале 20 века. Первопоселенец — А. Таратин из Верхней Пеши. В 1960-х отнесена к «неперспективным»[3].
52. Тарханово
53. Торна — хутор. Возник в 1926 году на месте промыслового становища рыбаков из Долгощелья и Неси. В конце 1970-х промысел прекращен, жители переселились в Шойну и Несь.[3]
54. Тобседа
55. Три-Бугры — посёлок. Основан в 1939 году на месте рыбацких промысловых избушек, исчез в 1952 году[3].
56. Усть-Ома
57. Фариха
58. Фома-Ю
59. Хабарово — упразднённый посёлок в Ненецком автономном округе России.
60. Хабуйка — тип неизвестен. Закрыт в начале 1970-х годов. Возник в нач. XX века[3].
61. Харитоновка — выселок. Перестал существовать в начале 1970-х годов. Возник в начале 20 века[3].
62. Ходовариха
63. Хоседа-Хард — упразднённый посёлок на юго-востоке округа Ненецкого автономного округа России. Посёлок располагался на берегу реки Хоседа-Ю в 32 км к северу от современного посёлка Харута. В переводе с ненецкого Хоседа-Хард означает «поселение (дом) у березовой сопки».
64. Чупов — выселок. Возник во 2-й половине 19 века. В 1960-х годах отнесён к «неперспективным», жители переехали в с. Ома[3].
65. Шапкино[6]
66. Юшино — рыболовецкий посёлок. Возник в 30-х годах 20 века. Заброшен из-за установки перекрытия и переходом на концентрированный лов семги в 1959[3].
67. Яжма — деревня. Возникла в 1-й четверти 20 века на месте промыслового участка мезенских поморов. В 1960-х отнесена к «неперспективным»[3].